# Proskauera
Proskauera là một chi rêu trong họ Plagiochilaceae.